# Jeřáb paví
Jeřáb paví (Balearica pavonina) je nádherně zbarvený pták, zástupce čeledi jeřábovitých (Gruidae).
Obývá vyprahlé savany v Africe jižně od Sahary, ačkoli hnízdí v poněkud mokřejších lokalitách. Rozeznáváme dva poddruhy: B. p. pavonina, obývající Západní Afriku a četnější B. p. ceciliae obývající Východní Afriku.
Jeřáb paví se silně podobá jeřábu královskému (Balearica regulorum) a spolu s ním je jediným zástupcem své čeledi, který hřaduje na stromech, k čemuž má dobře vyvinutý zadní prst pro sezení na větvích. Jednu dobu se také spekulovalo o tom, že by mohl být jeřáb královský poddruhem jeřába pavího. Stejně tak má i ozdobnou žlutou korunku z per. Peří na krku a mnohdy i na břiše je šedé, křídla jsou převážně bílá, ale místo toho jsou zbarvena i širokou škálou jiných barev, nejčastěji černou, hnědou nebo tmavě modrou. Tváře má jasně bílé. Červený je i výrazný hrdelní vak. Zobák má na rozdíl od jeřábu žijících více u vody krátký a šedý, nohy má černé. Pohlaví jsou si velice podobná, ačkoli je samec obvykle o něco větší. Tento druh dorůstá jednoho metru, rozpětí křídel se pohybuje kolem 1,87 m a hmotnost kolem 3,6 kg.
Jako všichni jeřábi se živí i jeřáb paví nejrůznějších hmyzem, plazy a malými savci. I tento druh předvádí úchvatné svatební tance, ve zjednodušené podobě tak může činit i celý rok. Při tomto tanci rozkládá křídla, předvádí své opeření, běhá do kola a vyskakuje do vzduchu. Samice klade do hnízda z rostlin obvykle 2 až 3 vejce, na kterých sedí oba rodiče a stejně tak později i oba rodiče vychovávají mláďata.
V současné době je jeřáb paví vyhodnocen podle IUCN jako téměř ohrožený druh. Největší hrozby pro něj představuje, zvláště na západě hlavně ztráta přirozeného biotopu a degradace.